# Tomaru

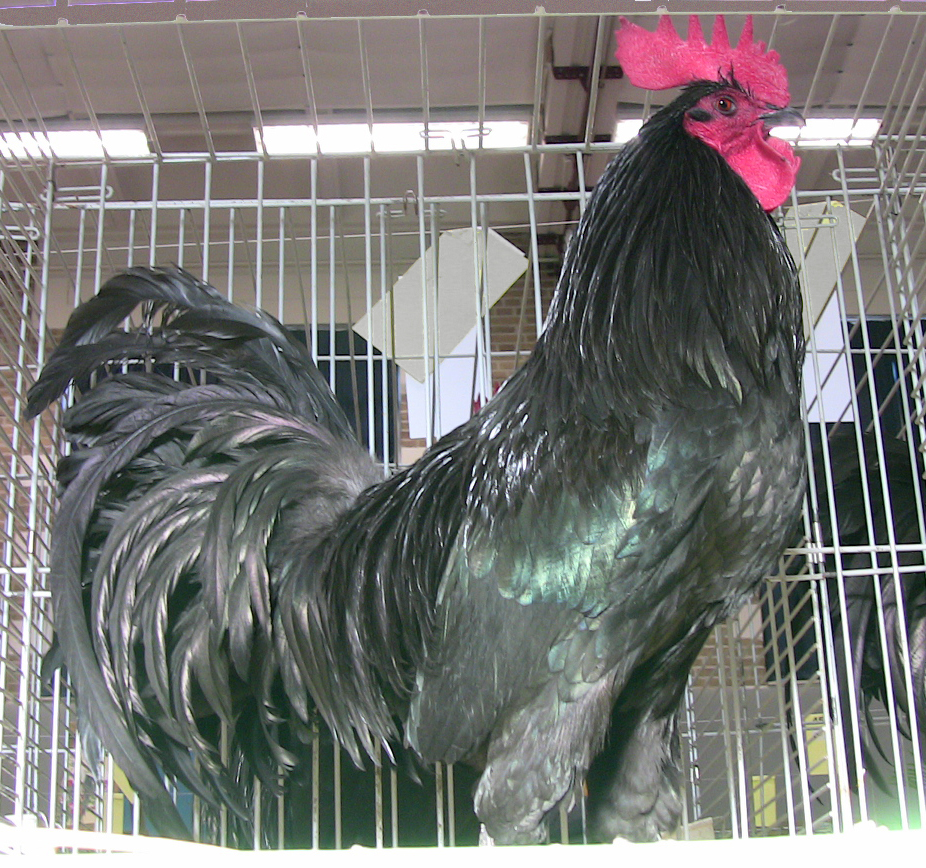
Hahn mit typischem grünen Gefiederglanz

Der Tomaru (jap. 唐丸) ist eine in Japan seit Jahrhunderten bekannte Langkräherrasse. 

## Ursprung
Der Name ist von der schwarzen Gefiederfarbe abgeleitet und bedeutet „schwarzer Kräher“, dies im Gegensatz zum japanischen „roten Kräher“, dem Totenko. Legenden zufolge wurde der Tomaru zur Zeit der Tang-Dynastie aus China eingeführt und in Japan weiterentwickelt.
Der Tomaru ist in Japan seit dem 7. September 1939 als nationales Naturdenkmal ausgewiesen.

## Merkmale
Die Rasse kommt lediglich im schwarzen Farbschlag vor mit grünem Lack. Der Körper ist breit und kompakt mit gefüllter Brustpartie. Die Läufe sind schiefergrau. Der Kamm ist einfach. Ohrlappen und Gesicht sind rot, wobei eine melanotische Verfärbung bei den Hennen erlaubt ist. Der Krähruf ist zweisilbig, vertieft sich zum Ende hin und dauert bis zwölf Sekunden.
Der Schwanz ist lang und kann mit den Federspitzen den Boden berühren, sodass die Rasse auch den Langschwanzhühnern zugeordnet wird.